# Rhamphidarpoides winspearei
Rhamphidarpoides winspearei är en mångfotingart som först beskrevs av Filippo Silvestri 1907.  Rhamphidarpoides winspearei ingår i släktet Rhamphidarpoides och familjen Odontopygidae. Inga underarter finns listade i Catalogue of Life.